# Saison PIHA 2014
Navigation
2013 2015
La saison 2014 est la treizième saison de la Professional inline hockey association.
Les Marple Gladiators sont sacrés champions et remportent la coupe Founders (Founders Cup).